# Thomas Ulsrud
Thomas Ulsrud (ur. 21 października 1971 w Oslo, zm. 24 maja 2022) – norweski curler, wicemistrz olimpijski z Vancouver, mistrz świata z 2014, mistrz Europy 2010 i 2011. Zawodnik Snarøen Curling Club.

## Kariera
W curling zaczął grać w 1983 i już dwa lata później uczestniczył w Mistrzostwach Świata Juniorów 1985, gdzie drużyna, w której był otwierającym, zajęła 4. miejsce. Po raz drugi w zawodach tej rangi wystąpił w 1988, zdobył tam brązowy medal. Rok później zajął 5. pozycję. Ostatni występ na MŚ juniorów zaliczył w 1992, był wówczas rezerwowym i nie zagrał w żadnym z meczów, a Norwegię sklasyfikowano na 8. miejscu.
Drużyna pod przewodnictwem Thomasa Ulsruda po raz pierwszy wystąpiła na mistrzostwach Europy w 1997 zajmując 7. miejsce. Rok później Ulsrud wyjechał na MŚ, gdzie reprezentacja Norwegii zajęła 5. miejsce. W 1999 był rezerwowym w zespole Påla Trulsena i uzyskał taki sam wynik jak rok wcześniej. Również 5. miejsce zespół Ulsruda zajął na ME 2000, pierwszy medal w dorosłej rywalizacji Norweg zdobył w 2002, był to brąz wywalczony po meczu z Finlandią (Markku Uusipaavalniemi) 9:5. W kolejnych dwóch występach na ME w 2003 i 2006 drużyna Ulsruda zajmowała 5. pozycję. Jednak wcześniej w 2006 po porażce ze Szkotami (David Murdoch) 4:6 w półfinale Norwegia zdobyła brązowy medal na MŚ. Rok później była to dopiero 8. lokata. Lepszą formę Norwegowie zaprezentowali pod koniec roku, dostali się do finałów Mistrzostw Europy 2008, który przegrali ze Szkotami 3:5. Następny występ na MŚ Norweg zakończył brązowym medalem, w małym finale pokonał Chińczyków (Wang Fengchun) 8:3.
Thomas Ulsrud obronił wywalczony medal ME 2007 w 2008 roku i MŚ 2008 w 2009. W rywalizacji Europejskiej ponownie uległ Szkotom (6:7), a w mistrzostwach świata pokonał w małym finale Szwajcarów (Ralph Stöckli) 6:4.
W sezonie 2008/2009 w World Curling Tour jego drużyna była najlepsza spoza zespołów Kanadyjskich, wygrała łącznie 36,944 CAD (ogólnie sklasyfikowana na 12. miejscu – przed Players' Championship gdzie udział mogą brać tylko drużyny z Kanady), rok wcześniej jego drużyna zarobiła 20 735 CAD i zajęła 19. miejsce (jako pierwsza europejska).
Fazę grupową Mistrzostw Europy 2009 Norwegia z Ulsrudem jako kapitanem zakończyła na 1. miejscu. W wyższym meczu playoff uległa Szwedom (Niklas Edin) 3:7, przy czym dzień wcześniej mecz tych drużyn wygrała Norwegia 10:3. W półfinale Norwegowie przegrali 8:5 ze Szwajcarami (Ralph Stöckli) i tym samym uplasowali się na najniższym stopniu podium.
W lutym 2010 Ulsrud wystąpił po raz pierwszy na igrzyskach olimpijskich. Po Round Robin z bilansem 7-2 Norwegia awansowała do półfinału, gdzie pokonała Szwajcarię (Markus Eggler) 7:5. W finale drużyna spotkała się z faworytami do złota, Kanadyjczykami (Kevin Martin), Skandynawowie przegrali ostatni mecz 3:6 i zdobyli srebrne medale. Ulsrud wraz z Martinem z wynikiem 85% byli najskuteczniejszymi zawodnikami na pozycji czwartej w turnieju.
Ulsrud miał wystąpić na Mistrzostwa Świata Mężczyzn w Curlingu 2010, jednak z powodu choroby żony wrócił do Norwegii, rolę kapitana przejął Torger Nergård. Pod koniec tego samego roku wystąpiła ponownie na Mistrzostwach Europy. Norwegowie z 2. miejsca awansował do fazy playoff, w pierwszym meczu pokonał Szwajcarów (Christof Schwaller) 5:4. W finale Ulsrud pokonując 5:3 Danię (Rasmus Stjerne) po raz pierwszy sięgnął po tytuł mistrzowski. Podczas MŚ 2011 Norwegia zajęła 4. miejsce przegrywając mały finał przeciwko Szwecji (Niklas Edin). Wcześniej pokonała wysoko ten zespół w niższym meczu play-off i zmierzyła się w półfinale ze Szkocją (Tom Brewster).
W kolejnej edycji Mistrzostw Europy tym razem w Moskwie, Norwegowie skutecznie bronili tytułów mistrzowskich. W fazie play-off znaleźli się z 2. miejsca Round Robin, pierwszy mecz przegrali 4:5 na korzyść Szwedów (Niklas Edin), po zwycięstwie 5:2 nad Czechami (Jiří Snítil) ponownie zmierzyli się ze swoimi sąsiadami. W finale wynikiem 7:6 lepsi okazali się Norwegowie. Także w fazie zasadniczej Mistrzostw Świata 2012 drużyny te mierzyły się ze sobą dwukrotnie. W obydwu meczach lepsza była ekipa szwedzka (Sebastian Kraupp) i zespół z Snarøen Curling Club zajął 4. miejsce.
W Mistrzostwach Europy 2012 po wygranych w fazie play-off meczach przeciwko Danii (Rasmus Stjerne) i Czechom (Jiří Snítil) reprezentacja Norwegii stanęła przed szansą wywalczenia trzeciego z rzędu złotego medalu. W finale uległa jednak 5:8 Szwedom (Niklas Edin). Norwegowie nie zdołali zakwalifikować się do fazy play-off Mistrzostw Świata 2013, z bilansem 6-5 zajęli 5. miejsce.
Na kolejnych mistrzostwach kontynentu ekipa Ulsruda zakwalifikowała się do fazy play-off, w której wygrała górny mecz przeciwko Szwajcarom 7:4. W finale Norwegowie, którzy byli gospodarzami zawodów, ponownie zmierzyli się z drużyną Svena Michela, przegrywając 6:8, zdobyli srebrne medale. Norwegowie nie zakwalifikowali się do półfinałów turnieju olimpijskiego w Soczi. Drużyna ze Snarøya uplasowała się na 5. miejscu, w meczu barażowym uległa Brytyjczykom (David Murdoch) 5:6.
W 2014 Thomas Ulsrud po raz pierwszy zdobył tytuł mistrza świata. Podczas pekińskiego turnieju Norwegowie wygrali 12 spotkań. W fazie play-off zwyciężyli 3:2 przeciwko Kanadzie (Kevin Koe) oraz w finale wynikiem 8:3 pokonali Szwedów (Oskar Eriksson). W listopadzie drużyna Erikssona (z Niklasem Edinem jako skipem) zrewanżowała się Norwegom w Mistrzostwach Europy. Szwedzi wygrali ostatni mecz turnieju 5:4, Norwegowie uplasowali się na 2. miejscu. Te same drużyny spotkały się w finale MŚ 2015. Norwegia uległa swoim wschodnim sąsiadom 5:9.

## Drużyny
|           | Czwarty        | Trzeci               | Drugi            | Otwierający          |
| --------- | -------------- | -------------------- | ---------------- | -------------------- |
| 2007/2016 | Thomas Ulsrud  | Torger Nergård       | Christoffer Svae | Håvard Vad Petersson |
| 2005/2007 | Thomas Ulsrud  | Torger Nergård       | Thomas Due       | Jan Thoresen         |
| 1997/1998 | Thomas Ulsrud  | Johan Høstmælingen   | Thomas Due       | Torger Nergård       |
| 1988/1989 | Thomas Ulsrud  | Bent Ånund Ramsfjell | Krister Aanesen  | Mads Rygg            |
| 1987/1988 | Thomas Ulsrud  | Thomas Due           | Krister Aanesen  | Mads Rygg            |
| 1984/1985 | Bjørn Ulshagen | Bjarte Nilsen        | Terje Strand     | Thomas Ulsrud        |